# 1960 год в авиации
Список событий в авиации в 1960 году.

## События
- 9 февраля — открытие Национального космического наблюдательного контрольного центра (англ. National Space Surveillance Control Centre) Военно-воздушными силами США в Бедфорде.
- 23 февраля — открыт для посетителей Центральный музей Военно-воздушных сил РФ.
- 19 апреля — первый полёт американского палубного штурмовика Грумман А-6 «Интрудер»[1].
- 1 мая — самолёт Lockheed U-2 пилота ЦРУ, Гэри Пауэрса, был сбит около Свердловска.
- 15 июня — первый полёт вертолёта Ми-10 (лётчик-испытатель Рафаил Капрэлян).
- 1 июля — создание компании British United Airways.
- 8 июля — первый полёт советского экспериментального истребителя-перехватчика Е-150.
- 17 июля — авария самолёта Ил-18, выполнявшего рейс Каир-Москва[2].
- 22 июля — произведён взлёт и посадка на палубу авианосца, единственного в истории авиации сверхзвукового палубного бомбардировщика Норт Америкэн A-5 «Виджилент».
- 18 августа — экипаж самолёта Fairchild C-119 Flying Boxcar подобрал капсулу с данными шпионского спутника Discoverer 14.
- 7 октября — первый полёт лёгкого чешского вертолёта Z-35 Heli Trener[3].
- 18 октября — первый полёт противолодочного самолёта-амфибии Бе-12.
- 21 октября — первый полёт американского палубного самолёта дальнего радиолокационного обнаружения E-2 «Хокай».
- 10 декабря — первый полёт аргентинского транспортного самолёта FMA I.Ae. 38 Naranjero.
- 16 декабря — столкновение DC-8 и Super Constellation над Нью-Йорком. 134 погибших.

## Рекорды, перелёты
- 16 сентября — рекорд скорости на замкнутом маршруте — 2148,66 км/ч., установлен на самолёте Е-66 (пилот Константин Коккинаки)

### Без точной даты
- Ноябрь — основана авиакомпания Air Greenland.
- Основана авиакомпания Perimeter Aviation.
- Основана авиакомпания Viasa.
- Основана авиакомпания Домодедовские авиалинии.

## Персоны

### Скончались
- 9 июня — Лавочкин, Семён Алексеевич, советский авиационный конструктор. Член-корреспондент Академии наук СССР, генерал-майор инженерно-авиационной службы, четырежды лауреат Сталинской премии, дважды Герой Социалистического Труда (1943, 1956).
- 17 декабря — Черановский, Борис Иванович, советский авиаконструктор.